# Krikor Ayvazian
Krikor Ayvazian (* 27. Juni 1912 in Marache, Syrien; † 21. Januar 1997) war armenisch-katholischer Bischof von Kamichlié in Syrien.

## Leben
Krikor Ayvazian wurde am 6. September 1936 zum Priester der armenisch-katholischen Kirche geweiht. Am 6. Dezember 1972 erhielt er die Ernennung zum Bischof von Kamichlié und wurde am 25. Februar 1973 vom Patriarchen von Kilikien Iknadios Bedros XVI. Batanian und den Mitkonsekratoren Erzbischof Georges Layek von Aleppo und Bischof Raphaël Bayan ICBP von Ikanderiya, Ägypten zum Bischof geweiht. Bischof Ayvazian wurde am 18. November 1988 emeritiert und am 23. November 1988 zum Titularbischof von Marasc degli Armeni ernannt. Er war bis zu seinem Tod am 21. Januar 1997 Altbischof von Kamichlié.
Bischof Ayvazian war Mitkonsekrator bei Joseph Basmadjan zum Erzbischof von Aleppo, Vartan Achkarian CAM zum Titularbischof von Tokat degli Armeni und Joseph Arnaouti ICPB zu seinem Nachfolger im Bischofsamt von Kamichlié.